# Скай-Веллі (Джорджія)
Скай-Веллі (англ. Sky Valley) — місто (англ. city) в США, в окрузі Рабун штату Джорджія. Населення — 482 особи (2020).

## Географія
Скай-Веллі розташований за координатами 34°59′10″ пн. ш. 83°19′37″ зх. д. / 34.98611° пн. ш. 83.32694° зх. д. (34.986049, -83.326958).  За даними Бюро перепису населення США в 2010 році місто мало площу 7,95 км², з яких 7,87 км² — суходіл та 0,08 км² — водойми.

### Клімат
| Клімат : Скай-Веллі     | Клімат : Скай-Веллі | Клімат : Скай-Веллі | Клімат : Скай-Веллі | Клімат : Скай-Веллі | Клімат : Скай-Веллі | Клімат : Скай-Веллі | Клімат : Скай-Веллі | Клімат : Скай-Веллі | Клімат : Скай-Веллі | Клімат : Скай-Веллі | Клімат : Скай-Веллі | Клімат : Скай-Веллі | Клімат : Скай-Веллі |
| Показник                | Січ.                | Лют.                | Бер.                | Квіт.               | Трав.               | Черв.               | Лип.                | Серп.               | Вер.                | Жовт.               | Лист.               | Груд.               | Рік                 |
| Середній максимум, °C   | 7,2                 | 9,1                 | 13,6                | 18,4                | 22,2                | 25,2                | 26,6                | 26,1                | 23,3                | 18,7                | 13,6                | 8,7                 | 17,8                |
| Середня температура, °C | 1,1                 | 2,6                 | 6,7                 | 11,1                | 15,3                | 18,8                | 20,6                | 20,2                | 17,2                | 11,8                | 7,0                 | 2,7                 | 11,3                |
| Середній мінімум, °C    | −4,9                | −3,9                | −0,1                | 3,9                 | 8,4                 | 12,4                | 14,6                | 14,3                | 11,2                | 4,2                 | 0,4                 | −3,3                | 4,8                 |
| Норма опадів, мм        | 169                 | 169                 | 200                 | 155                 | 165                 | 155                 | 160                 | 157                 | 148                 | 138                 | 160                 | 175                 | 1951                |
| ----------------------- | ------------------- | ------------------- | ------------------- | ------------------- | ------------------- | ------------------- | ------------------- | ------------------- | ------------------- | ------------------- | ------------------- | ------------------- | ------------------- |
| Джерело:                |                     |                     |                     |                     |                     |                     |                     |                     |                     |                     |                     |                     |                     |

## Демографія
Згідно з переписом 2010 року, у місті мешкали 272 особи в 142 домогосподарствах у складі 97 родин. Густота населення становила 34 особи/км².  Було 917 помешкань (115/км²).
Расовий склад населення:
| - 97,1 % — білих - 1,8 % — азіатів |

До двох чи більше рас належало 1,1 %. Частка іспаномовних становила 1,5 % від усіх жителів.
За віковим діапазоном населення розподілялося таким чином: 6,6 % — особи молодші 18 років, 41,6 % — особи у віці 18—64 років, 51,8 % — особи у віці 65 років та старші. Медіана віку мешканця становила 65,6 року. На 100 осіб жіночої статі у місті припадало 88,9 чоловіків;  на 100 жінок у віці від 18 років та старших — 85,4 чоловіків також старших 18 років.
Середній дохід на одне домашнє господарство  становив 93 546 доларів США (медіана — 71 250), а середній дохід на одну сім'ю — 118 373 долари (медіана — 81 094). За межею бідності перебувало 5,2 % осіб, у тому числі 5,6 % дітей у віці до 18 років та 3,8 % осіб у віці 65 років та старших.
Цивільне працевлаштоване населення становило 65 осіб. Основні галузі зайнятості: мистецтво, розваги та відпочинок — 38,5 %, освіта, охорона здоров'я та соціальна допомога — 24,6 %, роздрібна торгівля — 12,3 %, науковці, спеціалісти, менеджери — 7,7 %.